# كارل إم. بندر
كارل إم. بندر (بالإنجليزية: Carl M. Bender) هو فيزيائي وأستاذ جامعي أمريكي، ولد في 1943.

## الجوائز والتكريم
- جائزة داني هينمان للفيزياء الرياضية (2017).[5]